# Бойчук Юрій Дмитрович
Бойчук Юрій Дмитрович (нар. 26 березня 1970 р. м. Лозова Харківської області, Україна) — доктор педагогічних наук, професор, дійсний член (академік) Національної академії педагогічних наук України, ректор Харківського національного педагогічного університету імені Г. С. Сковороди.

## Життєпис
Бойчук Юрій Дмитрович Народився 26 березня 1970 року у місті Лозова, Харківської області. З 1987 по 1993 рр. він навчався на природничому факультеті Харківського державного педагогічного інституту імені Г. С. Сковороди за спеціальністю «Біологія та хімія», після закінчення якого отримав диплом з відзнакою та кваліфікацію вчителя біології та хімії. У 1993 він поступив до аспірантури та у 1996 році захистив дисертацію за темою «Принципи і методи добору вихідного матеріалу для культивування комах» зі спеціальності 03.00.09 — ентомологія на здобуття наукового ступеня кандидата біологічних наук у спеціалізованій вченій раді К 02.26.04 Харківського державного педагогічного університету імені Г. С. Сковороди.[джерело?]
Юрій Бойчук пройшов шлях від аспіранта до дійсного члена кореспондента (академіка) Національної академії педагогічних наук України та ректора Харківського національного педагогічного університету імені Г. С. Сковороди, який присвятив своє життя розвитку вітчизняної педагогічної науки, впровадженню інноваційних підходів у навчальний процес та формуванню майбутнього української освіти здійснив  у підходів у навчальний процес та формуванню майбутнього української освіти. Під його керівництвом Харківський національний педагогічний університет імені Г. С. Сковороди зміцнив свої позиції як провідний освітній і науковий центр, що готує висококваліфікованих фахівців, готових відповідати викликам сучасності.

## Наукова та педагогічна діяльність
Наукові інтереси – проблеми збереження психофізичного здоровʼя дітей в умовах сучасних викликів; розробка теоретико-методичних основ підготовки майбутніх педагогів зі спеціальної педагогіки; методика викладання дефектологічних та природничих дисциплін у вищій школі; психолого-педагогічний, валеологічний і корекційно-реабілітаційний супровід осіб з особливими потребами в закладах освіти; теоретико-методологічні засади підготовки учителів нової генерації; особливості управління закладом вищої педагогічної освіти.[джерело?]
У 1998 році за низку досліджень в галузі технічної ентомології був стипендіатом Міжнародного фонду «Відродження», отримав грант Уряду України для молодих учених і викладачів. У 2019 році отримав стипендію імені Василя Каразіна в номінації «Гуманітарні науки» від Харківської обласної державної адміністрації.[джерело?]
Професор Ю. Д. Бойчук створив наукову школу з педагогіки безпеки і здоров’я, яку офіційно зареєстровано Вченою радою університету. Під його керівництвом захищено 5 докторських і 17 кандидатських дисертацій з педагогічних наук. Він є головою спеціалізованої вченої ради по захисту докторських і кандидатських дисертацій з педагогічних наук (13.00.01, 13.00.04, 13.00.09) при ХНПУ імені Г.С. Сковороди і членом спеціалізованої вченої ради по захисту докторських і кандидатських дисертацій з педагогічних наук (13.00.01, 13.00.04, 13.00.09) при Інституті педагогічної освіти і освіти дорослих імені Івана Зязюна НАПН України, головним редактором науково-інформаційного журналу «Новий колегіум» (фахове видання з педагогічних наук, категорія Б).  Має більше 450 наукових та навчально-методичних праць, серед яких монографії, навчальні посібники, енциклопедії, словники-довідники, наукові статті у фахових вітчизняних і закордонних виданнях, що індексуються наукометричними базами SCOPUS і Web of Science.[джерело?]

## Громадська діяльність
-  Член Наукової ради Північно-Східного відділення Національної академії наук України і Міністерства освіти і науки України[джерело?]
-  Член президії ВГО «Асоціація валеологів України»[джерело?]
-  Член ВГО «Асоціація корекційних педагогів України»[джерело?]
-  Член Ради стейкхолдерів Сумського державного педагогічного університету імені А.С. Макаренка;[джерело?]
-  Голова опікунської ради Комунального закладу «Харківська спеціальна школа імені В.Г. Короленка» Харківської міської ради[джерело?]
-  Член Харківського відділення Національного олімпійського комітету України[джерело?]
-  Голова Вченої ради Харківського національного педагогічного університету імені Г. С. Сковороди[джерело?]
-  Отаман Громадської організації «Окремий науково-освітній центр Українського козацтва імені Г.С. Сковороди»[джерело?]